# Raymundo Andriolo
Raymundo Andriolo, auch als Raimondo Andreolo geführt, ist ein ehemaliger uruguayischer Fußballspieler.

## Karriere

### Verein
Mittelfeldakteur Andriolo, der insgesamt fünf Brüder hatte, ist der Bruder des uruguayisch-italienischen Fußballspielers Miguel Andreolo. Er spielte auf Vereinsebene mindestens 1937 für Nacional Montevideo in der Primera División. Sein Klub wurde in der Spielzeit jenes Jahres Vizemeister Uruguays.

### Nationalmannschaft
Andriolo war Mitglied der A-Nationalmannschaft Uruguays, für die er am 2. Januar 1937 bei der 2:4-Niederlage gegen Paraguay ein Länderspiel absolvierte. Ein Länderspieltor erzielte er nicht. Er gehörte dem Aufgebot Uruguays bei der Südamerikameisterschaft 1937 in Argentinien an, bei der Uruguay den dritten Tabellenplatz belegte.